# Mesilim

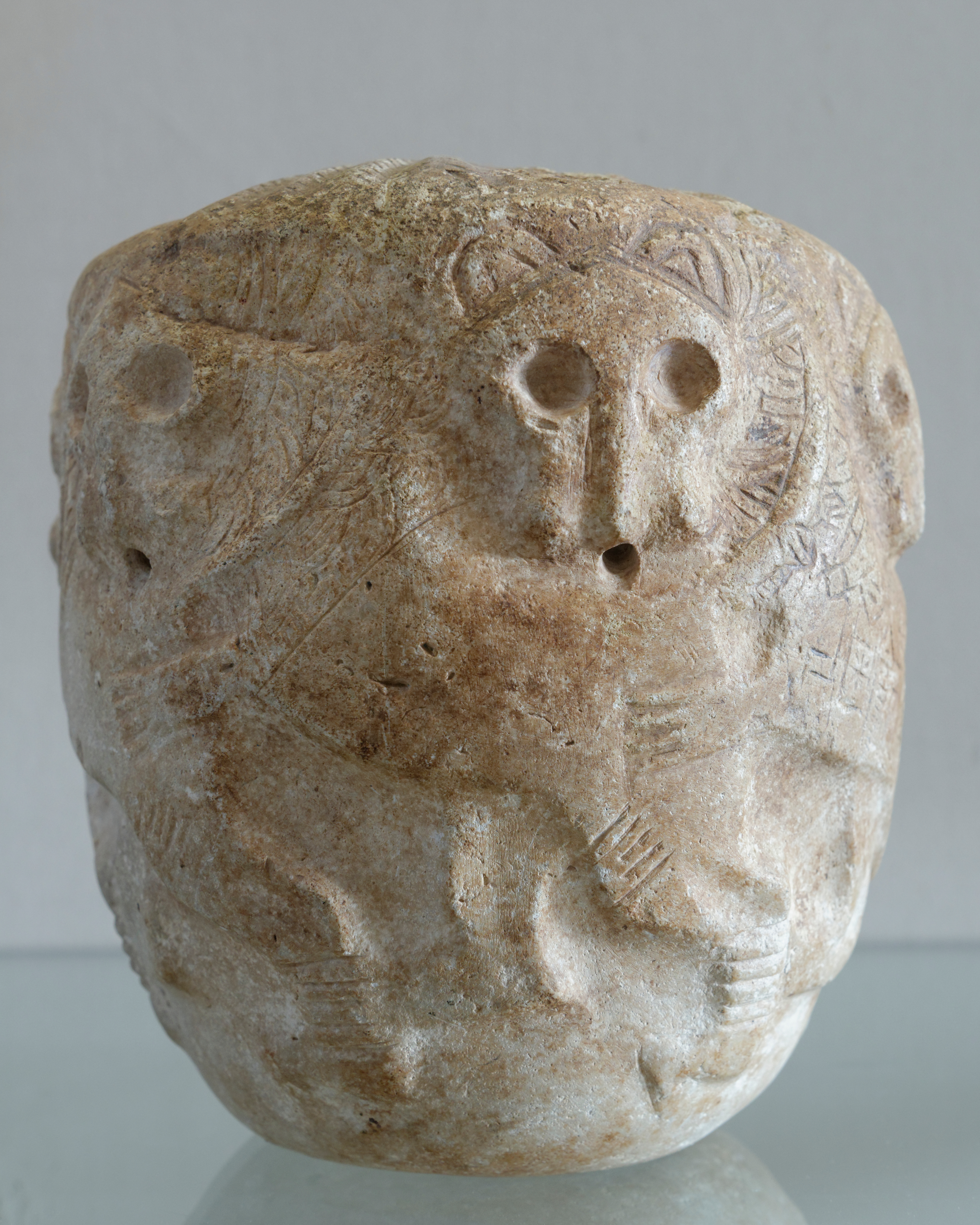
Głowica maczugi Mesilima z jego inskrypcją oraz przedstawieniem mitycznego ptaka Anzu i sześciu lwów; zbiory Luwru (AO 2349).

Mesilim, Mesalim (sum. me-silim/salim) – jeden z ważniejszych władców sumeryjskich, król Kisz, który ok. roku 2525 p.n.e. sprawował formalną rolę suwerena nad co najmniej kilku miastami sumeryjskimi. Jego imię nie występuje w Sumeryjskiej liście królów, ale znane są jego inskrypcje wotywne pochodzące z Lagasz i Adab. Wymieniają go one jako budowniczego świątyni Ningirsu w Lagasz oraz świątyni Enlila w Kisz. W jednej z inskrypcji Entemeny, władcy Lagasz, Mesilim nazywany jest tym, który za czasów jednego z poprzedników Entemeny (Lugalsza'engura?) wyznaczyć miał granicę pomiędzy miastami-państwami Lagasz i Umma:
Enlil, król wszystkich krajów,

ojciec wszystkich bogów,

swym niepodważalnym słowem

wyznaczył granicę (między posiadłościami)

bogów Ningirsu i Szara.

Mesilim, król (miasta-państwa) Kisz,

na polecenie boga Isztarana

wymierzył sznurem (mierniczym) pola

i w miejscu tym stelę (graniczną) ustawił.